# Oxelösund
Oxelösund è una città della Svezia, capoluogo del comune omonimo, nella contea del Södermanland. Ha una popolazione di 10.843 abitanti.